# Secretariat Unificat de la Quarta Internacional
El Secretariat Unificat de la IV Internacional és un dels grups que es consideren hereus de la Quarta Internacional fundada per Lev Trotski en 1938. Va ser creat en 1963 per l'impuls d'Ernest Mandel.
Les seues seccions més importants són la Ligue Communiste Révolutionnaire de França, Enlace de Brasil i Sinistra Critica d'Itàlia. Aquestes dues darreres han rebut crítiques per part d'altres organitzacions trotskistes per la seua participació a través de coalicions d'esquerres en governs burgesos com el de Lula en el Brasil o el de Romà Prodi a Itàlia, en períodes anteriors. Algunes de les seues seccions nacionals han abandonat conceptes com la dictadura del proletariat pel de democràcia socialista.
L'únic partit amb seu als Països Catalans membre del Secretariat Unificat de la IV Internacional és Revolta Global-Esquerra Anticapitalista.